# Keer
Keer est un ancien village néerlandais, qui fait désormais partie intégrante du village de Cadier en Keer, situé dans la commune de Margraten dans le Limbourg néerlandais aux Pays-Bas.
Keer forme la partie septentrionale du village Cadier en Keer. Jusqu'au 5 août 1828, il faisait partie de la commune de Heer en Keer.